# Richard Barnett (homme politique)
Pour les articles homonymes, voir Richard Barnett et Barnett.
Sir Richard Whieldon Barnett, né le 6 décembre 1863 à Forest Hill dans le Grand Londres et mort à Camden (Londres) le 17 octobre 1930,, est un avocat, homme politique et tireur sportif olympique britannique.

## Biographie
Fils d'un médecin irlandais, il étudie les humanités classiques et le droit au Wadham College de l'université d'Oxford. Durant ses études, il intègre volontairement le régiment d'infanterie légère de l'Oxfordshire. Dans le même temps, il est membre puis président du club d'échecs de l'université. En 1886 il est champion d'Irlande aux échecs. Il obtient un diplôme de licence en théorie du droit en 1887, puis un Master dans cette discipline et un autre en droit civil en 1889 ; il est appelé au barreau au Middle Temple de Londres cette même année, et pratique le métier de barrister (avocat plaidant).

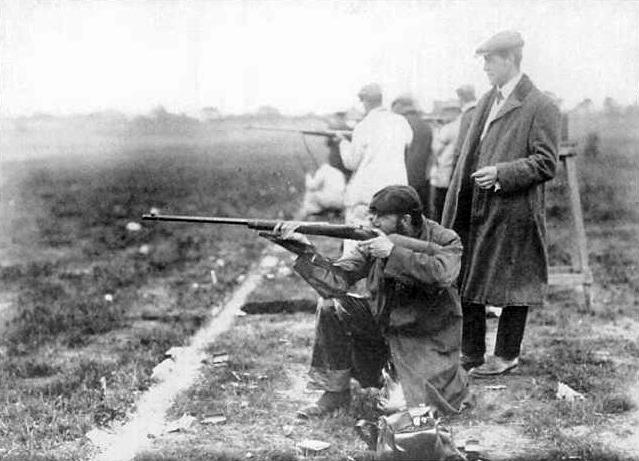
L'épreuve du 1000 yards carabine libre aux JO de 1908. À l'avant-plan de cette image est Maurice Blood, médaillé de bronze.

De 1889 à 1897 il est capitaine et instructeur de tir dans le 22e régiment de volontaires du Middlesex, régiment d'infanterie de l'armée de réserve. Excellent tireur, il est trente-sept fois membre de l'équipe d'Irlande à la compétition Elcho Shield (en), compétition annuelle de tir sportif qui oppose l'Angleterre, l'Écosse, l'Irlande et le pays de Galles, et à deux reprises son score individuel brise le précédent record de la compétition. Il est logiquement sélectionné pour la délégation britannique aux Jeux olympiques de 1908, qui se tiennent à Londres. Participant uniquement à l'épreuve du tir à la carabine à 1 000 yards, il obtient un score de 92 points, ce qui le classe initialement troisième ex aequo avec deux autres tireurs britanniques, tandis que leur compatriote Joshua Millner remporte la médaille d'or avec 98 points. Lors des tirs supplémentaires pour l'octroi de la médaille de bronze, Richard Barnett s'incline face à Maurice Blood et termine au pied du podium, à la quatrième place (sur cinquante). Il a alors 44 ans, et ce seront ses seuls Jeux olympiques,. 
Durant la Première Guerre mondiale, il est instructeur de tir pour plusieurs divisions successives d'infanterie, et est breveté au rang de major. Il est choisi comme candidat du Parti conservateur pour une élection partielle qui a lieu dans la circonscription de St Pancras West en octobre 1916. Dans le cadre du gouvernement d'union nationale durant la guerre, aucun parti ne présente de candidat contre lui, et il est donc déclaré élu. Il est réélu aux élections générales de 1918, cette fois contre deux adversaires. Il introduit avec succès une proposition de loi pour améliorer le statut professionnel des infirmières : celle-ci devient la loi Nursing Registration Act de 1919. De 1921 à 1928 il est capitaine de l'équipe de tir sportif de la Chambre des communes, qu'il mène à la victoire face à l'équipe de la Chambre des lords. De 1923 à 1929 il est également président du club d'échecs de la Chambre des communes,.
Réélu en 1922, puis aux élections anticipées de 1923 et de 1924, il est fait chevalier en 1925. Il ne se représente pas aux élections de 1929, qui voient le candidat travailliste remporter sa circonscription. Il meurt l'année suivante, à l'âge de 66 ans.